# Qorasuv
Qorasuv (còn được chuyển tự là Korasuv, Karasu, Kara-Soo, Kara-Sui; tiếng Uzbek: Qorasuv/Қорасув; tiếng Nga: Карасу) là một thành phố ở huyện Qo‘rg‘ontepa, tỉnh Andijon, miền đông Uzbekistan, cách tỉnh lỵ Andijan khoảng 50 km. Vào năm 2005, dân số của nó là 29.200 người. Tên của thành phố có nghĩa là "nước đen" trong tiếng Uzbek (qora - đen, suv - nước). Nó nằm trên thung lũng Fergana, gần biên giới với Kyrgyzstan.
Thị trấn bên kia biên giới là Kara-Suu, thuộc vùng Osh của Kyrgyzstan. Qorasuv là một thành phố quan trọng, đặc biệt là kinh doanh dầu hạt bông. Có một bệnh viện, một phòng khám, một nhà thuốc và các cơ sở y tế khác.